# Grabado Flammarion

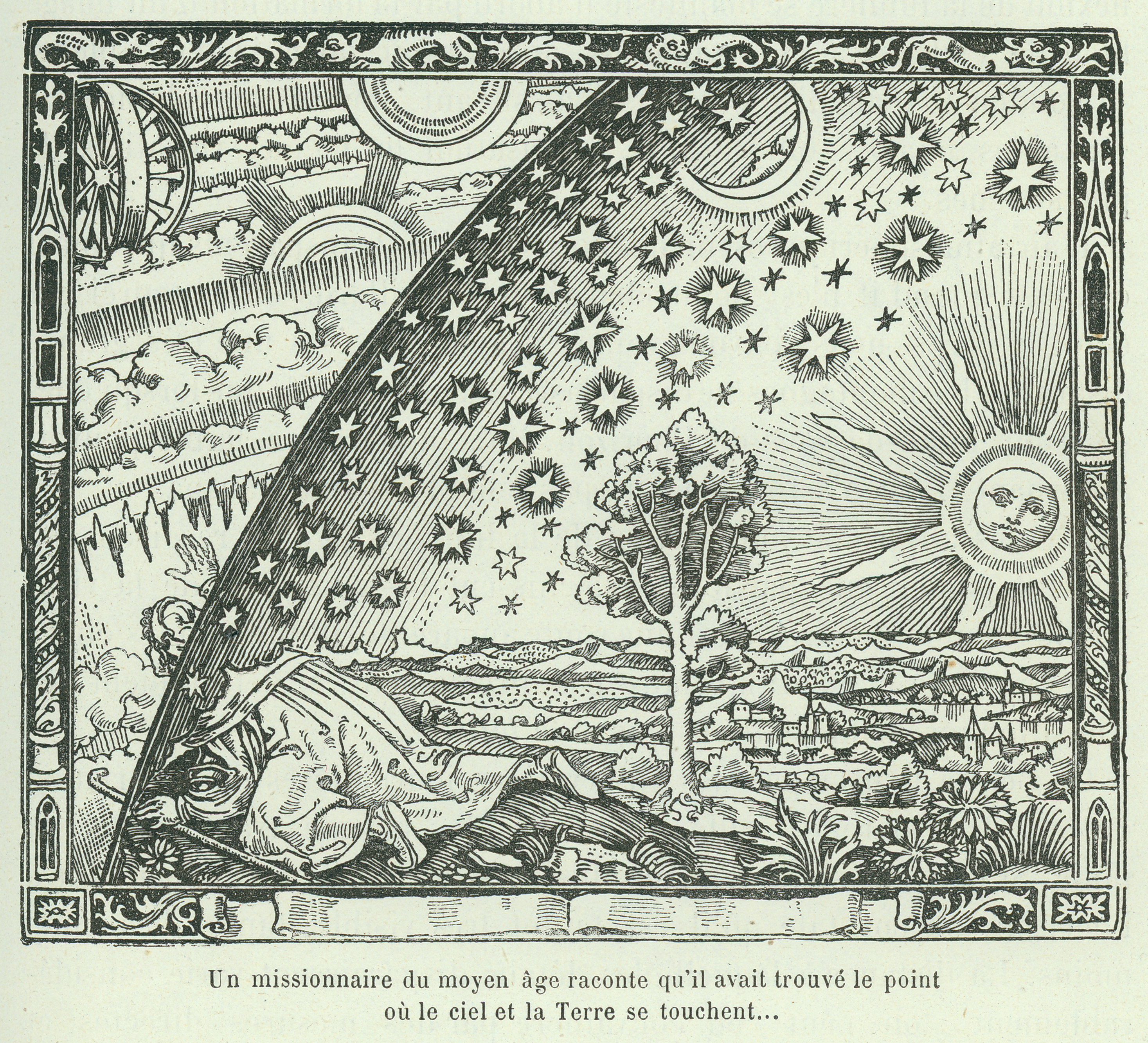
Grabado Flammarion con pie de imagen

El grabado Flammarion es un grabado en madera aparecida en la tercera edición del libro del astrónomo francés Camille Flammarion L'Atmosphere: Météorologie Populaire (Hachette: París, 1888) en su página 163. El grabado en madera a menudo, pero erróneamente, se ha denominado una xilografía. No se conoce al autor. El grabado se ha utilizado como una ilustración metafórica de la búsqueda científica o mística del conocimiento en diversas publicaciones, especialmente desde finales de la década de 1960, «cuando representó la búsqueda contracultural de jóvenes “peregrinos” en busca de los secretos del universo mucho más allá de la perspectiva de la “tierra plana” de la sociedad materialista».
El grabado ha sido interpretado por diversas personas, entre ellas Carl Jung y Marie-Louise von Franz.

## Descripción
El grabado representa a un hombre, vestido con una túnica larga y portando un bastón, que se encuentra en el borde de la Tierra, donde se encuentra con el cielo. Se arrodilla y atraviesa la bóveda celeste con la cabeza, los hombros y el brazo derecho por el cielo repleto de estrellas, descubriendo un maravilloso reino de nubes, fuegos y soles que giran más allá de los cielos. Uno de los elementos de la maquinaria cósmica tiene un gran parecido con las representaciones pictóricas tradicionales de la «rueda en medio de una rueda» descrita en las visiones del profeta hebreo Ezequiel. 
El grabado se encuentra en la página 163 del libro doce, titulado «Los fenómenos ópticos del aire», en su capítulo uno titulado «El día», dentro del subcapítulo «La forma del cielo–La luz». En comparación con el resto de las ilustraciones en el libro de Flammarion, esta destaca por la calidad de la línea, el marco y la forma de relleno.

### Texto en la imagen
El pie de imagen en francés de la imagen se traduce como:

Un missionaire du Moyen Âge raconte qu'il avait trouvé le point où le ciel et la Terre se touchent
Un misionero medieval dice que ha encontrado el punto donde el cielo y la Tierra se encuentran...

El pie de imagen anterior hace referencia a una parte del texto en la página anterior:

Un ingenuo misionero de la edad media contó que, en uno de sus viajes en búsqueda del paraíso terrestre, alcanzó el horizonte donde el cielo y la Tierra se tocan, y que encontró un punto donde éstos no estaban soldados, por el que pasó los hombros flexionados bajo la cubierta de los cielos... ¡Pero esa bella bóveda no existe! Ya me elevo en un globo aerostático más alto que el Olimpo griego, sin nunca llegar a tocar esa carpa que se fuga de aquellos que la persiguen, como las manzanas de Tántalo.

Para la mente medieval, la posibilidad de encontrar el punto en donde la tierra y el cielo se encuentran para permitir penetrar la bóveda del mismo cielo se encontraba dentro de los límites de lo factible. En un texto del siglo XIV se describe la historia de un hombre que «atravesó la bóveda y se inclinó para mirar a través del marco cósmico, mostrando así a la naturaleza inferior la bella forma de dios». A partir del pie de imagen, la imagen y en el texto de la página anterior, Flammarion aborda el absurdo de tratar de encontrar el elusivo punto.

## Atribución
En 1957, el astrónomo Ernst Zinner afirmó que la imagen databa del Renacimiento alemán, pero no pudo encontrar ninguna versión publicada antes de 1906. Sin embargo, investigaciones posteriores revelaron que la obra era una composición de imágenes características de diferentes períodos históricos y que había sido realizada con un buril, una herramienta utilizada para grabar en madera solo desde finales del siglo XVIII. La imagen fue rastreada hasta el libro de Flammarion por Arthur Beer, un astrofísico e historiador de la ciencia alemana en Cambridge e, independientemente, por Bruno Weber, conservador de libros raros en la biblioteca central de Zúrich.
Según Bruno Weber y el astrónomo Joseph Ashbrook, la representación de una bóveda celeste esférica que separa la Tierra de un reino exterior es similar a la primera ilustración en Cosmographia de Sebastian Münster de 1544, un libro que Flammarion, un apasionado bibliófilo y coleccionista de libros, podría haber poseído.
Existe la posibilidad de que el mismo Flammarion encargó el desarrollo del grabado para enfatizar lo absurdo de la concepción medieval de la tierra como el centro del cosmos en su libro.

## Versiones
La interpretación más reciente fue una secuencia animada sobre la visión de Giordano Bruno en la nueva versión de Cosmos: una odisea de tiempo y espacio, conducido por el astrofísico Neil deGrasse Tyson, haciendo lo mismo que Flammarion hizo hace 150 años, divulgar la ciencia.
En la actualidad pueden encontrarse numerosas versiones de esta ilustración coloreadas.
|                             |
| Versión recortada y nítida. |

|                    |
| Versión coloreada. |

|                                              |
| Versión de Hugo Heikenwaelder, Viena (1998). |

|                       |
| Otra versión de 2015. |